# Division IIB du Championnat du monde de hockey sur glace 2017
Navigation
Division IIB en 2016 Division IIB en 2018
Le tournoi de la Division IIB du Championnat du monde de hockey sur glace 2017 se déroule à Auckland en Nouvelle-Zélande du 4 au 10 avril 2017.
| \| Localisation de Auckland en Nouvelle-Zélande. \| Localisation de Auckland en Nouvelle-Zélande. |
| Localisation de Auckland en Nouvelle-Zélande.                                                     |

## Format de la compétition

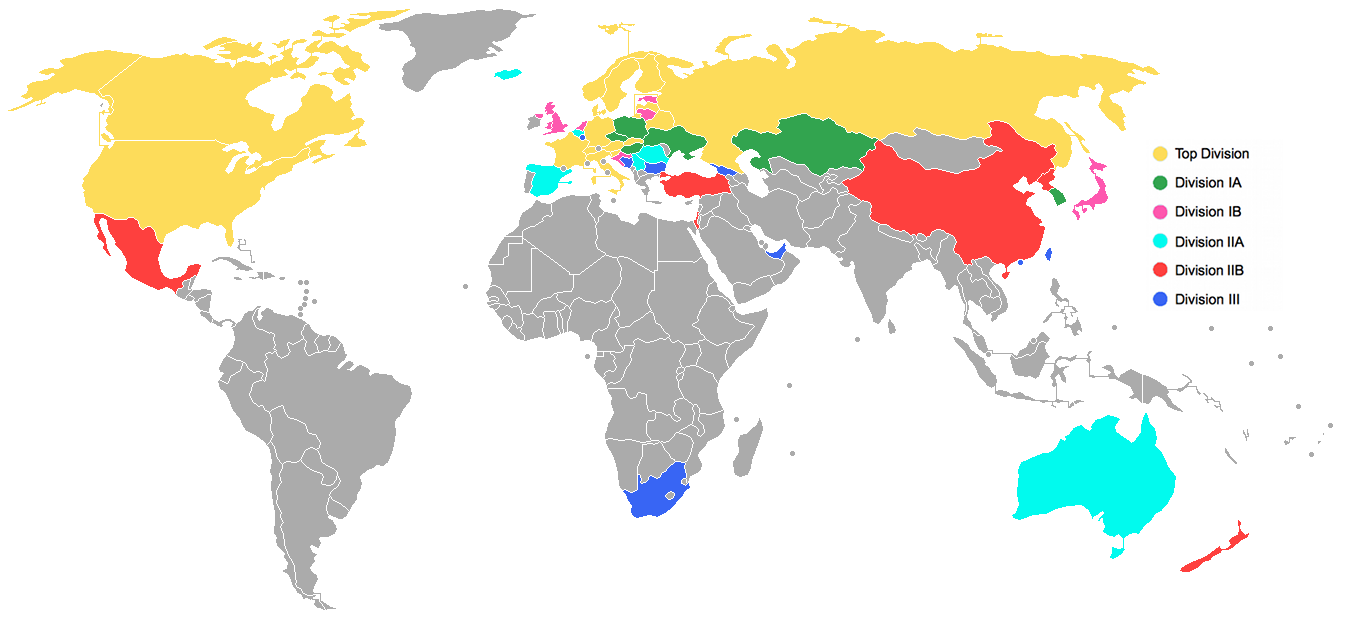
Nations participant au Championnat du monde de hockey sur glace 2017, par division.

Le Championnat du monde de hockey sur glace est un ensemble de plusieurs tournois regroupant les nations en fonction de leur niveau. Les meilleures équipes disputent le titre dans la Division Élite. Cette Division regroupe 16 équipes réparties en deux groupes de 8 qui disputent un tour préliminaire. Les 4 premiers de chaque groupe sont qualifiés pour les quarts de finale et les derniers sont relégués en Division IA à l'exception du Danemark, organisateur de l'édition 2018, qui ne peut être relégué même s'il termine à la dernière place du groupe A. 
Pour les autres divisions qui comptent 6 équipes (sauf la Division III), les équipes s’affrontent entre elles et, à l'issue de cette compétition, le premier est promu dans la division supérieure et le dernier est relégué dans la division inférieure. 
En Division III, les équipes sont réparties en deux poules de quatre. À l'issue de cette phase de poule, les 2 premiers s'affrontent en demi-finales croisées. Le vainqueur de la finale est promu en Division IIB.
Lors des phases de poule, les points sont attribués ainsi :
- 3 points pour une victoire dans le temps réglementaire ;
- 2 points pour une victoire en prolongation ou aux tirs de fusillade ;
- 1 point pour une défaite en prolongation ou aux tirs de fusillade ;
- aucun point pour une défaite dans le temps réglementaire.

## Matches
| 4 avril 2017 | Mexique | 5-1 | Corée du Nord | Paradise Botany 100 spectateurs |

| Feuille de match | Feuille de match | Feuille de match        | Feuille de match                | Feuille de match                                                             |
| ---------------- | --- | ----------------------- | ------------------------------- | ---------------------------------------------------------------------------- |
|                  | de la Vega (Majul, Gómez) — 18 min 52 s Pérez (Majul) — 25 min 47 s de la Vega (Gómez, Majul) — 26 min 50 s Pérez (Nalera, Bermejo) — 32 min 6 s - Rubio (Kelo, Sierra) — 53 min 46 s | 1-0 2-0 3-0 4-0 4-1 5-1 | - Ri C. (Ri P.) — 35 min 51 s - | Arbitrage : Scott Ferguson Juges de lignes : Justin Cornell Frédéric Monnaie |
| de Alba          | Gardiens | Pak K.                  |                                 | Arbitrage : Scott Ferguson Juges de lignes : Justin Cornell Frédéric Monnaie |
| 12 min           | Pénalités | 4 min                   |                                 | Arbitrage : Scott Ferguson Juges de lignes : Justin Cornell Frédéric Monnaie |
| 29               | Tirs | 30                      |                                 | Arbitrage : Scott Ferguson Juges de lignes : Justin Cornell Frédéric Monnaie |

| 4 avril 2017 | Israël | 2-5 (1-2, 1-0, 0-3) | Chine | Paradise Botany 100 spectateurs |

| Feuille de match | Feuille de match                                                           | Feuille de match            | Feuille de match | Feuille de match                                                            |
| ---------------- | -------------------------------------------------------------------------- | --------------------------- | --- | --------------------------------------------------------------------------- |
|                  | - Kozhevnikov (Klein) — 19 min 40 s R. Aharonovich (Kafri) — 39 min 21 s - | 0-1 0-2 1-2 2-2 2-3 2-4 2-5 | Xia (Zhang C.) — 53 s Ying (Zhang Z.) — 1 min 58 s - Zhang P. (Guan) — 47 min 24 s Zhang Z. (Hu, Yang) — 55 min 39 s Zhang H. (Ji, Ying) — 59 min 59 s (CV) | Arbitrage : Gints Zviedrītis Juges de lignes : Chae Young-jin Edward Howard |
| Gokhberg         | Gardiens                                                                   | Sun                         | | Arbitrage : Gints Zviedrītis Juges de lignes : Chae Young-jin Edward Howard |
| 6 min            | Pénalités                                                                  | 8 min                       | | Arbitrage : Gints Zviedrītis Juges de lignes : Chae Young-jin Edward Howard |
| 28               | Tirs                                                                       | 35                          | | Arbitrage : Gints Zviedrītis Juges de lignes : Chae Young-jin Edward Howard |

| 4 avril 2017 | Turquie | 1-4 (0-1, 0-2, 1-1) | Nouvelle-Zélande | Paradise Botany 350 spectateurs |

| Feuille de match | Feuille de match               | Feuille de match    | Feuille de match | Feuille de match                                                           |
| ---------------- | ------------------------------ | ------------------- | --- | -------------------------------------------------------------------------- |
|                  | - Semiz (Coşkun) — 59 min 55 s | 0-1 0-2 0-3 0-4 1-4 | Heyd (Challis) — 17 min 57 s Challis — 20 min 29 s Ratcliffe (Eaden, Polozov) — 24 min 58 s Challis (Cox) — 55 min 15 s - | Arbitrage : Chris Deweerdt Juges de lignes : Nicholas Lee Sotaro Yamaguchi |
| Bozacı           | Gardiens                       | Parry               | | Arbitrage : Chris Deweerdt Juges de lignes : Nicholas Lee Sotaro Yamaguchi |
| 12 min           | Pénalités                      | 6 min               | | Arbitrage : Chris Deweerdt Juges de lignes : Nicholas Lee Sotaro Yamaguchi |
| 22               | Tirs                           | 44                  | | Arbitrage : Chris Deweerdt Juges de lignes : Nicholas Lee Sotaro Yamaguchi |

| 5 avril 2017 | Mexique | 2-6 (0-0, 0-4, 2-2) | Israël | Paradise Botany 100 spectateurs |

| Feuille de match                   | Feuille de match                                                     | Feuille de match                | Feuille de match | Feuille de match                                                          |
| ---------------------------------- | -------------------------------------------------------------------- | ------------------------------- | --- | ------------------------------------------------------------------------- |
|                                    | - Gómez (Ugarte, Colás) — 50 min 27 s Majul (Sierra) — 51 min 44 s - | 0-1 0-2 0-3 0-4 1-4 2-4 2-5 2-6 | R. Aharonovich — 30 min 49 s (SN) Spektor (Klein) — 32 min 51 s Mazour (R. Aharonovich, Vernyy) — 33 min 10 s Kozevnikov (Spivak, Klein) — 39 min 13 s (SN) - Spektor (Klein) — 52 min 16 s Mazour (Kozevnikov, Kozhvenikov) — 55 min 54 s (SN) | Arbitrage : Kenji Kosaka Juges de lignes : Chae Young-jin Tyler Haslemore |
| de Alba (40 min) Albrecht (20 min) | Gardiens                                                             | Gokhberg                        | | Arbitrage : Kenji Kosaka Juges de lignes : Chae Young-jin Tyler Haslemore |
| 16 min                             | Pénalités                                                            | 12 min                          | | Arbitrage : Kenji Kosaka Juges de lignes : Chae Young-jin Tyler Haslemore |
| 27                                 | Tirs                                                                 | 33                              | | Arbitrage : Kenji Kosaka Juges de lignes : Chae Young-jin Tyler Haslemore |

| 5 avril 2017 | Corée du Nord | 11-3 (6-0, 4-2, 1-1) | Turquie | Paradise Botany 100 spectateurs |

| Feuille de match                          | Feuille de match | Feuille de match                                            | Feuille de match                                                                                               | Feuille de match                                                             |
| ----------------------------------------- | --- | ----------------------------------------------------------- | --- | ---------------------------------------------------------------------------- |
|                                           | Ri P. — 2 min 58 s Hong (Ri C.) — 7 min 9 s Kim H. (Kim S.) — 7 min 33 s An (Hong, Ri P.) — 10 min 30 s (IN) Kim S. (Kang M.) — 12 min 59 s Hong (Ri C., Kim S.) — 18 min 47 s (SN) Ri C. — 25 min 27 s (SN) - Kim M. (Ri P.) — 29 min 4 s Kim Kw. (Kang I.) — 32 min 56 s Hong (Ri P.) — 34 min 33 s - Kim Kw. (Kang M.) — 42 min 15 s - | 1-0 2-0 3-0 4-0 5-0 6-0 7-0 7-1 8-1 9-1 10-1 10-2 11-2 11-3 | - Halil (Öztürk, Çetinkaya) — 27 min 11 s (SN) - Gümüş — 36 min 21 s - Halil (Semiz, Gümüş) — 49 min 18 s (SN) | Arbitrage : Gints Zviedrītis Juges de lignes : Nicholas Lee Sotaro Yamaguchi |
| Pak K. (42 min 15 s) Pak I. (17 min 45 s) | Gardiens | Bozacı (10 min 30 s) Karagül (49 min 30 s)                  | | Arbitrage : Gints Zviedrītis Juges de lignes : Nicholas Lee Sotaro Yamaguchi |
| 12 min                                    | Pénalités | 12 min                                                      | | Arbitrage : Gints Zviedrītis Juges de lignes : Nicholas Lee Sotaro Yamaguchi |
| 41                                        | Tirs | 16                                                          | | Arbitrage : Gints Zviedrītis Juges de lignes : Nicholas Lee Sotaro Yamaguchi |

| 5 avril 2017 | Chine | 5-2 (1-1, 1-1, 3-0) | Nouvelle-Zélande | Paradise Botany 450 spectateurs |

| Feuille de match | Feuille de match | Feuille de match            | Feuille de match                                                                         | Feuille de match                                                             |
| ---------------- | --- | --------------------------- | ---------------------------------------------------------------------------------------- | ---------------------------------------------------------------------------- |
|                  | - Ji (Zhang H., Zhang Z.) — 18 min 24 s (SN) - Yang (Xia, Hu) — 27 min 40 s (SN) Xiang (Yang, Liang) — 47 min 31 s Zhang P. (Hu) — 50 min 23 s Xiang — 59 min 33 s (CV) | 0-1 1-1 1-2 2-2 3-2 4-2 5-2 | Heyd (Ruddle, Haines) — 11 min 59 s - Ruddle (Polozov, Ratcliffe) — 24 min 54 s (2 SN) - | Arbitrage : Scott Ferguson Juges de lignes : Justin Cornell Frédéric Monnaie |
| Sun              | Gardiens | Parry                       |                                                                                          | Arbitrage : Scott Ferguson Juges de lignes : Justin Cornell Frédéric Monnaie |
| 12 min           | Pénalités | 10 min                      |                                                                                          | Arbitrage : Scott Ferguson Juges de lignes : Justin Cornell Frédéric Monnaie |
| 40               | Tirs | 25                          |                                                                                          | Arbitrage : Scott Ferguson Juges de lignes : Justin Cornell Frédéric Monnaie |

| 7 avril 2017 | Chine | 8-3 (6-1, 1-1, 1-1) | Corée du Nord | Paradise Botany 100 spectateurs |

| Feuille de match | Feuille de match | Feuille de match                            | Feuille de match                                                                                       | Feuille de match                                                            |
| ---------------- | --- | ------------------------------------------- | --- | --------------------------------------------------------------------------- |
|                  | Zhang Z. (Lu, Ying) — 1 min 57 s Zhang C. (Chen) — 2 min 31 s Zhang H. (Li Z.) — 7 min 15 s Liu Q. (Ji) — 12 min 18 s (SN) - Yang — 16 min 46 s (SN) Guan (Chen) — 19 min 59 s - Yang (Hu, Zhang C.) — 30 min 34 s (2 SN) Xia (Guan) — 50 min 47 s (IN) - | 1-0 2-0 3-0 4-0 4-1 5-1 6-1 6-2 7-2 8-2 8-3 | - Kim C.-g. (An, Kim Kw.) — 14 min 49 s - Kim C.-g. — 23 min 20 s - Kim Kw. (RI C.) — 59 min 59 s (SN) | Arbitrage : Chris Deweerdt Juges de lignes : Edward Howard Frédéric Monnaie |
| Sun              | Gardiens | Pak I.                                      | | Arbitrage : Chris Deweerdt Juges de lignes : Edward Howard Frédéric Monnaie |
| 18 min           | Pénalités | 22 min                                      | | Arbitrage : Chris Deweerdt Juges de lignes : Edward Howard Frédéric Monnaie |
| 37               | Tirs | 28                                          | | Arbitrage : Chris Deweerdt Juges de lignes : Edward Howard Frédéric Monnaie |

| 7 avril 2017 | Mexique | 0-1 (0-1, 0-0, 0-0) | Turquie | Paradise Botany 100 spectateurs |

| Feuille de match | Feuille de match | Feuille de match | Feuille de match                 | Feuille de match                                                            |
| ---------------- | ---------------- | ---------------- | -------------------------------- | --------------------------------------------------------------------------- |
|                  | -                | 0-1              | Bzkal (Savaş) — 17 min 11 s (IN) | Arbitrage : Scott Ferguson Juges de lignes : Chae Young-jin Tyler Haslemore |
| Albrecht         | Gardiens         | Bozacı           |                                  | Arbitrage : Scott Ferguson Juges de lignes : Chae Young-jin Tyler Haslemore |
| 12 min           | Pénalités        | 35 min           |                                  | Arbitrage : Scott Ferguson Juges de lignes : Chae Young-jin Tyler Haslemore |
| 24               | Tirs             | 28               |                                  | Arbitrage : Scott Ferguson Juges de lignes : Chae Young-jin Tyler Haslemore |

| 7 avril 2017 | Israël | 2-5 (1-3, 0-2, 1-0) | Nouvelle-Zélande | Paradise Botany 500 spectateurs |

| Feuille de match | Feuille de match                                                        | Feuille de match            | Feuille de match | Feuille de match                                                           |
| ---------------- | ----------------------------------------------------------------------- | --------------------------- | --- | -------------------------------------------------------------------------- |
|                  | - Spektor (Klein) — 18 min 24 s (IN) - Spektor (Kapulkin) — 44 min 56 s | 0-1 0-2 0-3 1-3 1-4 1-5 2-5 | Burns (Henderson, Cox) — 1 min 48 s (SN) Ratcliffe (Ellis, Jackson) — 3 min 31 s Ratcliffe (Eaden, Henderson) — 16 min 46 s - Ratcliffe (Eaden, Craig) — 27 min 34 s (SN) Heyd (Ratcliffe) — 36 min 41 s - | Arbitrage : Kenji Kosaka Juges de lignes : Justin Cornell Sotaro Yamaguchi |
| Gokhberg         | Gardiens                                                                | Parry                       | | Arbitrage : Kenji Kosaka Juges de lignes : Justin Cornell Sotaro Yamaguchi |
| 12 min           | Pénalités                                                               | 14 min                      | | Arbitrage : Kenji Kosaka Juges de lignes : Justin Cornell Sotaro Yamaguchi |
| 39               | Tirs                                                                    | 38                          | | Arbitrage : Kenji Kosaka Juges de lignes : Justin Cornell Sotaro Yamaguchi |

| 9 avril 2017 | Turquie | 2-7 (1-2, 0-2, 1-3) | Chine | Paradise Botany 100 spectateurs |

| Feuille de match | Feuille de match                                                            | Feuille de match                    | Feuille de match | Feuille de match                                                          |
| ---------------- | --------------------------------------------------------------------------- | ----------------------------------- | --- | ------------------------------------------------------------------------- |
|                  | - Bakal (Semiz, Y. Kars) — 16 min 59 s (SN) - Bakal (Semiz) — 53 min 29 s - | 0-1 0-2 1-2 1-3 1-4 1-5 1-6 2-6 2-7 | Zhang H. (Liu Q.) — 7 min 30 s (SN) Zhang C. (Xia, Chen) — 10 min 9 s - Zhang Z. (Liu Q., Zhang H.) — 27 min 10 s (SN) Zhang C. (Chen) — 39 min 42 s (SN) Zhang C. — 43 min 49 s Xiang (Zhang Z., Ying) — 49 min 59 s - Zhang H. (Li H., Bao) — 54 min 49 s | Arbitrage : Kenji Kosaka Juges de lignes : Chae Young-jin Tyler Haslemore |
| Karagül          | Gardiens                                                                    | Sun                                 | | Arbitrage : Kenji Kosaka Juges de lignes : Chae Young-jin Tyler Haslemore |
| 16 min           | Pénalités                                                                   | 14 min                              | | Arbitrage : Kenji Kosaka Juges de lignes : Chae Young-jin Tyler Haslemore |
| 27               | Tirs                                                                        | 32                                  | | Arbitrage : Kenji Kosaka Juges de lignes : Chae Young-jin Tyler Haslemore |

| 9 avril 2017 | Corée du Nord | 2-9 (0-1, 1-6, 1-2) | Israël | Paradise Botany 100 spectateurs |

| Feuille de match | Feuille de match                                                   | Feuille de match                            | Feuille de match | Feuille de match                                                            |
| ---------------- | ------------------------------------------------------------------ | ------------------------------------------- | --- | --------------------------------------------------------------------------- |
|                  | - Kim M. (Ri C., Ri P.) — 37 min 13 s - Ri C. — 53 min 49 s (IN) - | 0-1 0-2 0-3 0-4 0-5 0-6 0-7 1-7 1-8 2-8 2-9 | R. Aharonovich (Spektor) — 12 min 47 s (SN) Spektor (R. Aharonovich, Kozevnikov) — 28 min 43 s (SN) R. Aharonovich (Spektor, Mazour) — 32 min 9 s Kozhevnikov (Vernyy) — 33 min 6 s Klein (Mazour) — 34 min 30 s Klein (Vernyy) — 35 min 30 s Kozevnikov (Kozhevnikov) — 35 min 57 s - Mazour (Kozhevnikov) — 43 min 26 s (SN) - Spektor (Klein) — 57 min 3 s (IN) | Arbitrage : Chris Deweerdt Juges de lignes : Edward Howard Sotaro Yamaguchi |
| Pak I.           | Gardiens                                                           | Gokhberg (50 min 10 s) Tichon (9 min 50 s)  | | Arbitrage : Chris Deweerdt Juges de lignes : Edward Howard Sotaro Yamaguchi |
| 30 min           | Pénalités                                                          | 6 min                                       | | Arbitrage : Chris Deweerdt Juges de lignes : Edward Howard Sotaro Yamaguchi |
| 20               | Tirs                                                               | 47                                          | | Arbitrage : Chris Deweerdt Juges de lignes : Edward Howard Sotaro Yamaguchi |

| 9 avril 2017 | Nouvelle-Zélande | 4-2 (2-0, 1-2, 1-0) | Mexique | Paradise Botany 518 spectateurs |

| Feuille de match | Feuille de match | Feuille de match        | Feuille de match                                                             | Feuille de match                                                             |
| ---------------- | --- | ----------------------- | ---------------------------------------------------------------------------- | ---------------------------------------------------------------------------- |
|                  | Ellis — 18 min 52 s Eaden (Ruddle) — 19 min 39 s (SN) - Sandoy (Heyd) — 36 min 14 s - Ratcliffe (Eaden, Polozov) — 55 min 40 s | 1-0 2-0 2-1 3-1 3-2 4-2 | - de la Vega — 23 min 54 s - de la Vega (Ugarte, Gómez) — 38 min 46 s (SN) - | Arbitrage : Gints Zviedrītis Juges de lignes : Nicholas Lee Frédéric Monnaie |
| Parry            | Gardiens | de Alba                 |                                                                              | Arbitrage : Gints Zviedrītis Juges de lignes : Nicholas Lee Frédéric Monnaie |
| 8 min            | Pénalités | 10 min                  |                                                                              | Arbitrage : Gints Zviedrītis Juges de lignes : Nicholas Lee Frédéric Monnaie |
| 43               | Tirs | 32                      |                                                                              | Arbitrage : Gints Zviedrītis Juges de lignes : Nicholas Lee Frédéric Monnaie |

| 10 avril 2017 | Israël | 5-0 (1-0, 1-0, 3-0) | Turquie | Paradise Botany 101 spectateurs |

| Feuille de match | Feuille de match | Feuille de match    | Feuille de match | Feuille de match                                                           |
| ---------------- | --- | ------------------- | ---------------- | -------------------------------------------------------------------------- |
|                  | Mazour (Vernyy, Klein) — 8 min 46 s Greenberg (Kozhevnikov) — 22 min 3 s Klein (Vernyy, Kozevnikov) — 46 min 16 s (2 SN) Mazour (Spektor, R. Aharonovich) — 47 min 11 s (SN) Mazour (Kozhevnikov, Kozevnikov) — 51 min 49 s (SN) | 1-0 2-0 3-0 4-0 5-0 | -                | Arbitrage : Chris Deweerdt Juges de lignes : Edard Howard Frédéric Monnaie |
| Gokhberg         | Gardiens | Bozacı              |                  | Arbitrage : Chris Deweerdt Juges de lignes : Edard Howard Frédéric Monnaie |
| 14 min           | Pénalités | 14 min              |                  | Arbitrage : Chris Deweerdt Juges de lignes : Edard Howard Frédéric Monnaie |
| 33               | Tirs | 26                  |                  | Arbitrage : Chris Deweerdt Juges de lignes : Edard Howard Frédéric Monnaie |

| 10 avril 2017 | Chine | 4-3 (2-0, 2-3, 0-0) | Mexique | Paradise Botany 103 spectateurs |

| Feuille de match | Feuille de match                                                                                               | Feuille de match            | Feuille de match | Feuille de match                                                            |
| ---------------- | --- | --------------------------- | --- | --------------------------------------------------------------------------- |
|                  | Xia (Hu) — 7 min 46 s (SN) Liang (Lu, Zhang C.) — 18 min 18 s (SN) - Lu — 35 min 40 s Xia — 36 min 47 s (IN) - | 1-0 2-0 2-1 3-1 4-1 4-2 4-3 | - Gómez (Colás, Pérez) — 26 min 39 s - Colás (Majul, Gómez) — 37 min 55 s (SN) Majul (Kelo, Gómez) — 39 min 18 s (SN) | Arbitrage : Gints Zviedrītis Juges de lignes : Tyler Haslemore Nicholas Lee |
| Sun              | Gardiens | de Alba                     | | Arbitrage : Gints Zviedrītis Juges de lignes : Tyler Haslemore Nicholas Lee |
| 50 min           | Pénalités | 16 min                      | | Arbitrage : Gints Zviedrītis Juges de lignes : Tyler Haslemore Nicholas Lee |
| 38               | Tirs | 40                          | | Arbitrage : Gints Zviedrītis Juges de lignes : Tyler Haslemore Nicholas Lee |

| 10 avril 2017 | Nouvelle-Zélande | 8-1 (2-1, 4-0, 2-0) | Corée du Nord | Paradise Botany 407 spectateurs |

| Feuille de match | Feuille de match | Feuille de match                    | Feuille de match                              | Feuille de match                                                             |
| ---------------- | --- | ----------------------------------- | --------------------------------------------- | ---------------------------------------------------------------------------- |
|                  | Challis (Heyd, Henderson) — 57 s - Ratcliffe (Craig) — 19 min 42 s Ruddle — 22 min 24 s Cox (Henderson, Challis) — 26 min 44 s (SN) Ruddle (Polozov, Ratcliffe) — 34 min 12 s (SN) Ruddle (Craig, Ratcliffe) — 39 min 58 s (SN) Challis (Henderson) — 59 min 17 s Hay (Polozov, Harrop) — 59 min 40 s | 1-0 1-1 2-1 3-1 4-1 5-1 6-1 7-1 8-1 | - Kim C.-g. (Kang M., Kim N.) — 15 min 20 s - | Arbitrage : Scott Ferguson Juges de lignes : Justin Cornell Sotaro Yamaguchi |
| Brookes          | Gardiens | Pak I.                              |                                               | Arbitrage : Scott Ferguson Juges de lignes : Justin Cornell Sotaro Yamaguchi |
| 12 min           | Pénalités | 16 min                              |                                               | Arbitrage : Scott Ferguson Juges de lignes : Justin Cornell Sotaro Yamaguchi |
| 43               | Tirs | 25                                  |                                               | Arbitrage : Scott Ferguson Juges de lignes : Justin Cornell Sotaro Yamaguchi |

## Classement final
Pour les significations des abréviations, voir statistiques du hockey sur glace.
| Clt   | Équipe           | PJ | V | VP | D | DP | BP | BC | Diff | Pts |
| ----- | ---------------- | -- | - | -- | - | -- | -- | -- | ---- | --- |
| +001, | Chine (R)        | 5  | 5 | 0  | 0 | 0  | 9  | 12 | +17  | 15  |
| +002, | Nouvelle-Zélande | 5  | 4 | 0  | 1 | 0  | 23 | 11 | +12  | 12  |
| +003, | Israël           | 5  | 3 | 0  | 2 | 0  | 24 | 14 | +10  | 9   |
| +004, | Corée du Nord    | 5  | 1 | 0  | 4 | 0  | 18 | 33 | -15  | 3   |
| +005, | Mexique          | 5  | 1 | 0  | 4 | 0  | 12 | 16 | -4   | 3   |
| +006, | Turquie (P)      | 5  | 1 | 0  | 4 | 0  | 7  | 27 | -20  | 3   |

- Promu en Division IIA en 2018
- Relégué en Division III en 2018

Nota : En cas d'égalité, les équipes sont départagées en fonction des critères suivants : 1. Points, 2. Points dans les face-à-face, 3. Différence de buts dans les face-à-face, 4. Nombre de buts marqués dans les face-à-face.

## Récompenses individuelles
Meilleurs joueurs
- Meilleur gardien :  Rick Parry
- Meilleur défenseur :  Michael Kozevnikov
- Meilleur attaquant :  Zhang Hao

## Statistiques individuelles
| Clt | Joueur             | Équipe           | PJ | B | A | Pts | Pun | +/- |
| --- | ------------------ | ---------------- | -- | - | - | --- | --- | --- |
| 1   | Elie Klein         | Israël           | 5  | 4 | 7 | 11  | 4   | +3  |
| 2   | Jacob Ratcliffe    | Nouvelle-Zélande | 5  | 6 | 4 | 10  | 4   | +4  |
| 3   | Ilya Spektor       | Israël           | 5  | 6 | 3 | 9   | 4   | +2  |
| 4   | Daniel Mazour      | Israël           | 5  | 5 | 2 | 7   | 6   | 0   |
| 5   | Zhang Cheng        | Chine            | 5  | 4 | 3 | 7   | 12  | +3  |
| 6   | Ri Chol-min        | Corée du Nord    | 5  | 3 | 4 | 7   | 2   | -4  |
| 7   | Carlos Gómez       | Mexique          | 5  | 2 | 5 | 7   | 4   | +3  |
| 7   | Evgeni Kozhevnikov | Israël           | 5  | 2 | 5 | 7   | 6   | 0   |
| 9   | Jordan Challis     | Nouvelle-Zélande | 5  | 4 | 2 | 6   | 0   | +3  |
| 9   | Ryan Ruddle        | Nouvelle-Zélande | 5  | 4 | 2 | 6   | 4   | +1  |

| Clt | Joueur          | Équipe           | PJ | Min      | BC | Moy  | %Arr  | Bl |
| --- | --------------- | ---------------- | -- | -------- | -- | ---- | ----- | -- |
| 1   | Rick Parry      | Nouvelle-Zélande | 4  | 239 h 45 | 9  | 2,25 | 93,28 | 0  |
| 2   | Sun Zehao       | Chine            | 5  | 300 h 0  | 12 | 2,40 | 91,89 | 0  |
| 3   | Maxim Gokhberg  | Israël           | 5  | 289 h 28 | 12 | 2,49 | 91,55 | 1  |
| 4   | Alfonso de Alba | Mexique          | 4  | 218 h 39 | 13 | 3,57 | 90,23 | 0  |
| 5   | Tolga Bozacı    | Turquie          | 4  | 190 h 30 | 13 | 4,09 | 88,70 | 1  |
| 6   | Park Il         | Corée du Nord    | 4  | 197 h 45 | 26 | 7,89 | 81,02 | 0  |

Pour les significations des abréviations, voir statistiques du hockey sur glace.
Nota : seuls sont classés les gardiens ayant joué au minimum 40 % du temps de jeu de leur équipe.